# Aignes-et-Puypéroux
Aignes-et-Puypéroux és un municipi francès situat al departament del Charente i a la regió de la Nova Aquitània. L'any 2007 tenia 273 habitants.

## Demografia

### Població
El 2007 la població de fet d'Aignes-et-Puypéroux era de 273 persones. Hi havia 107 famílies de les quals 20 eren unipersonals (4 homes vivint sols i 16 dones vivint soles), 47 parelles sense fills, 32 parelles amb fills i 8 famílies monoparentals amb fills.
La població ha evolucionat segons el següent gràfic:
Habitants censats

### Habitatges
El 2007 hi havia 134 habitatges, 108 eren l'habitatge principal de la família, 21 eren segones residències i 5 estaven desocupats. 133 eren cases i 1 era un apartament. Dels 108 habitatges principals, 83 estaven ocupats pels seus propietaris, 19 estaven llogats i ocupats pels llogaters i 6 estaven cedits a títol gratuït; 4 tenien dues cambres, 16 en tenien tres, 34 en tenien quatre i 54 en tenien cinc o més. 92 habitatges disposaven pel capbaix d'una plaça de pàrquing. A 41 habitatges hi havia un automòbil i a 54 n'hi havia dos o més.

### Piràmide de població
La piràmide de població per edats i sexe el 2009 era:
| Homes | Edats   | Dones |
| ----- | ------- | ----- |
| 0     | 95 o +  | 0     |
| 0     | 90 a 94 | 0     |
| 0     | 85 a 89 | 0     |
| 8     | 80 a 84 | 0     |
| 0     | 75 a 79 | 8     |
| 4     | 70 a 74 | 8     |
| 8     | 65 a 69 | 8     |
| 12    | 60 a 64 | 16    |
| 0     | 55 a 59 | 0     |
| 20    | 50 a 54 | 24    |
| 8     | 45 a 49 | 12    |
| 4     | 40 a 44 | 8     |
| 8     | 35 a 39 | 4     |
| 4     | 30 a 34 | 8     |
| 8     | 25 a 29 | 8     |
| 8     | 20 a 24 | 8     |
| 4     | 15 a 19 | 0     |
| 4     | 10 a 14 | 12    |
| 4     | 5 a 9   | 4     |
| 0     | 0 a 4   | 8     |

## Economia
El 2007 la població en edat de treballar era de 165 persones, 96 eren actives i 69 eren inactives. De les 96 persones actives 83 estaven ocupades (43 homes i 40 dones) i 13 estaven aturades (6 homes i 7 dones). De les 69 persones inactives 20 estaven jubilades, 26 estaven estudiant i 23 estaven classificades com a «altres inactius».

### Ingressos
El 2009 a Aignes-et-Puypéroux hi havia 103 unitats fiscals que integraven 258 persones, la mediana anual d'ingressos fiscals per persona era de 14.403 €.

### Activitats econòmiques
Dels 3 establiments que hi havia el 2007, 1 era d'una empresa de construcció, 1 d'una empresa de comerç i reparació d'automòbils i 1 d'una empresa de serveis.
Dels 2 establiments de servei als particulars que hi havia el 2009, 1 era un taller de reparació d'automòbils i de material agrícola i 1 lampisteria.
L'any 2000 a Aignes-et-Puypéroux hi havia 18 explotacions agrícoles que ocupaven un total de 357 hectàrees.

## Equipaments sanitaris i escolars
El 2009 hi havia una escola elemental integrada dins d'un grup escolar amb les comunes properes formant una escola dispersa.

## Poblacions més properes
El següent diagrama mostra les poblacions més properes.